# Alcides Monsalve
Alcides René Gerardo Monsalve Cedillo es un político venezolano. Fue alcalde del municipio Libertador de Mérida entre 2017 y 2021 por el partido Acción Democrática.

## Carrera
Ganó las elecciones regionales de Venezuela de 2017. En 2019 suspendió la Feria del Sol debido a la crisis política de 2019. En 2019 Mérida padeció una crisis importante de combustible, y en 2021 atravesó la crisis sanitaria que trajo la pandemia de COVID-19, por la cual volvió a suspender la Feria del Sol en 2021.
Su partido Acción Democrática fue intervenido y Monsalve fue expulsado de este, decisión por la cual culpó al antiguo gobernador Williams Dávila. Como parte de la coalición Alianza Democrática se postul̟o en las elecciones regionales de Venezuela de 2021, perdiendo. Actualmente es secretario general de Acción Democrática intervenida en el estado Mérida.